# Электра (фильм, 2005)
«Эле́ктра» (англ. Elektra) — супергеройский фильм Роба Боумена 2005 года, основанный на американских комиксах издательства Marvel Comics об одноимённой героине. Является спин-оффом картины «Сорвиголова» (2003), в котором актриса Дженнифер Гарнер впервые сыграла Электру Начиос. Также в фильме снялись: Горан Вишнич, Уилл Юн Ли, Кэри-Хироюки Тагава и Теренс Стэмп. По сюжету ставшая наёмной убийцей Электра спасает мужчину и его одарённую дочь, которых намереваются устранить другие убийцы из таинственного клана ниндзя под названием «Рука».
Сценарий к фильму написали Зак Пенн, Стюарт Зикерман и М. Рэйвен Метцнер; в нём использовались персонажи Марка Стивена Джонсона, прототипами которых стали герои комиксов авторства Фрэнка Миллера. Съёмки «Электры» начались в мае 2004 года и проходили в Ванкувере.
Премьера фильма состоялась 14 января 2005 года; при производственном бюджете от $ 43 до 65 млн он заработал $ 57 млн по всему миру. Рецензенты сетовали на плохо проработанный сценарий и слабый сюжет, однако многие из них высоко оценили игру Гарнер.

## Сюжет
Слепой мастер боевых искусств Стик воскрешает погибшую Электру Начиос. Он обучает её древнему искусству Кимагурэ, благодаря которому девушка приобретает возможность видеть будущее, а также воскрешать мёртвых. В дальнейшем Стик исключает Электру из группы учеников из-за её неспособности подавить гнев и страх перед человеком, убившим её мать много лет назад. Покинув Стика, Электра использует приобретённые навыки, чтобы стать наёмной убийцей.
Годы спустя агент Электры Маккейб получает выгодное предложение от анонимного клиента с одним единственным условием, согласно которому Электра должна провести несколько дней в арендованном доме на острове, где и должно произойти убийство, после чего ей сообщат имена целей. В один из этих дней Электра застаёт девушку по имени Эбби за попыткой кражи ожерелья её матери, а затем знакомится и заводит дружбу с её отцом Марком Миллером. У Электры возникают чувства к Марку, однако вскоре она узнаёт, что мужчина и его дочь и есть те самые цели. Когда Электра отказывается убивать их, прибывают другие наёмники, нанятые преступным синдикатом под названием «Рука», однако героиня отражает нападение.
Мастер «Руки» Роси узнаёт о невыполненном контракте и поручает своему сыну Кириги возглавить отряд из ниндзя, чтобы убить Электру и привести к нему Эбби, которую он называет «Сокровищем». Электра просит защиты у Стика, однако наставник отказывает ей. Затем она отвозит Марка и Эбби в загородный дом Маккейба; по пути за ними следуют Кириги, Тиф, Стоун, Кинкоу и Татту. Маккейб жертвует собой, чтобы дать Электре, Марку и Эбби возможность сбежать через секретный подземный выход в сад. Вскоре Кириги и его подчинённые настигают троицу в саду. Электра убивает Стоуна, а Эбби и Марк нейтрализуют Кинкоу одним из его собственных кинжалов. Увидев, что Эбби владеет боевыми искусствами, Электра на мгновенье ослабляет внимание, чем пользуется Тиф, которая дарит девушке «поцелуй смерти»; в результате Кириги захватывает Эбби. Тем не менее, Кириги, Тиф и Татту отступают, когда на место боя прибывают Стик и его ученики. Наставник подтверждает, что Эбби является «Сокровищем» — прирождённым мастером боевых искусств, которого жаждет захватить «Рука»; в прошлом Электра также была «Сокровищем», из-за чего, при попытке захватить её, «Рука» отняла жизнь матери девушки. Электра приходит к выводу, что именно Стик заказал убийство Марка и Эбби, чтобы оценить её склонность к состраданию.
Электра находит Кириги и вызывает его на смертельный поединок, победителю которого достанется Эбби; кроме того, в нём она узнаёт убийцу своей матери, скрывавшегося под маской рогатого демона. Когда Кириги побеждает в бою, появляется Эбби и отвлекает его внимание, чтобы дать Электре возможность восстановить силы. Девушки пытаются найти укрытие в ожившем лабиринте, однако там Эбби захватывают нарисованные Татту змеи. Тем не менее, Электра находит их создателя и ломает ему шею. Электра берёт реванш у Кириги и на этот раз выходит победителем; прежде чем она убивает Тиф своим саем, та успевает отравить Эбби. Электра отчаянно пытается привести Эбби в чувство, после чего подавляет эмоции и успешно воскрешает её с помощью Кимагурэ.
Перед тем как уйти, Электра целует Марка и просит Эбби жить нормальной жизнью, в надежде, что та не пойдёт по её стопам. Когда она встречает Стика, учитель и ученица кланяются друг другу в знак взаимоуважения. Прежде чем исчезнуть, Стик говорит Электре, что вторая жизнь может оказаться лучше первой.

## В ролях
| Актёр               | Роль           |
| ------------------- | -------------- |
| Дженнифер Гарнер    | Электра Начиос |
| Лаура Уорд          | юная Электра   |
| Горан Вишнич        | Майк Миллер    |
| Кирстен Праут       | Эбби Миллер    |
| Уилл Юн Ли          | Кириги         |
| Кэри-Хироюки Тагава | Роси           |
| Теренс Стэмп        | Стик           |
| Натасия Мальте      | Тиф            |

| Актёр            | Роль           |
| ---------------- | -------------- |
| Боб Сапп         | Стоун          |
| Колин Каннингем  | Маккейб        |
| Хиро Канагава    | Мейдзуми       |
| Крио Экерман     | Татту          |
| Эдсон Т. Рибейро | Кинкоу         |
| Курт Макс Рунте  | Николас Начиос |
| Яна Мицула       | мать Электры   |
| Джейсон Айзекс   | ДеМарко        |

Бен Аффлек повторил роль Мэтта Мёрдока из «Сорвиголовы», однако сцена с его участием была вырезана из итоговой версии фильма; в этой сцене он явился Электре во сне и призвал её не сдаваться.

## Производство
В 1987 году Marvel планировала экранизировать успешный графический роман Фрэнка Миллера Elektra: Assassin. Когда компания продала права на Электру New Line Cinema, представители последней наняли Миллера для написания сценария предстоящего фильма. В дальнейшем к проекту присоединились Джим МакБрайд и Л. М. Кит Карсон, которые написали второй вариант сценария. Режиссёр Оливер Стоун подписал контракт со студией на предмет постановки картины; он хотел, чтобы Электру сыграла волейболистка, модель и актриса Габриэль Рис, однако проект был отменён после продажи прав на Электру 20th Century Fox.
Гарнер не хотела возвращаться к роли Электры в сольном фильме, но была вынуждена сделать это из-за контракта, который она заключила с Fox для съёмок в «Сорвиголове». Съёмки фильма проходили во время перерыва между эпизодами сериала «Шпионка» (2001), в которой у Гарнер также была главная роль. Бен Аффлек согласился вновь сыграть Мэтта Мёрдока по просьбе Гарнер, однако сцена с его участием была вырезана из итоговой версии картины; тем не менее, эпизод присутствует в дополнительных материалах DVD-издания.
Во время производства «Электры» режиссёр Роб Боумен надеялся, что критики учтут ограниченное время на съёмки и небольшой бюджет проекта при выставлении оценок. Боуман рассматривал фильм не как зрелищный боевик, а как «историю о персонаже, который учится состраданию». По словам режиссёра, из-за динамичных съёмок и подготовки к ним у него оставалось всего четыре часа на сон.
Также Боуман отметил, что в фильме есть «буквально 12 кадров с рейтингом R» из-за возражений Ассоциации кинокомпаний против нескольких сцен убийств.

## Саундтрек
| Оценки критиков | Оценки критиков |
| Источник        | Оценка          |
| --------------- | --------------- |
| AllMusic        | [ 13 ]          |

Elektra: The Album — саундтрек к фильму, вышедший под лейблом Wind-up Records в 2005 году. Как и в случае с другими сборниками Wind-up, практически ни одна песня из альбома не играла в картине, за исключением «Sooner or Later», «Wonder», «Photograph» и «Thousand Mile Wish (Elektra Mix)»; последние три звучали в финальных титрах. Также в фильме звучит ремикс Али Ди на песню Submersed, в то время как в саундтреке присутствует оригинальная версия песни. Альбом содержит несколько песен исполнителей из предыдущих сборников Wind-Up. Под лейблом Varèse Sarabande выходил альбом Elektra (Original Motion Picture Score), содержавший написанные Кристофам Беком композиции из фильма.
| №   | Название                                              | Автор(ы)                                                       | Продюсер(ы)                       | Длительность |
| --- | ----------------------------------------------------- | -------------------------------------------------------------- | --------------------------------- | ------------ |
| 1.  | «Never There (She Stabs)» (Strata)                    | Храг Чанчанян Эрик Викторино Эдриан Робисон Райан Эрнандес     | Strata                            | 3:44         |
| 2.  | «Hey Kids» (Jet)                                      | Крис Цестер Кэмерон Манси Ник Цестер                           | Дэйв Сарди                        | 2:58         |
| 3.  | «Everyone is Wrong» (The Donnas)                      | Бретт Андерсон Торри Кастеллано Майя Форд Эллисон Робертсон    | Бутч Уокер                        | 3:28         |
| 4.  | «Sooner or Later» (Switchfoot)                        | Джонатан Форман                                                | Чарли Пикок Джон Филдс            | 4:09         |
| 5.  | «Thousand Mile Wish (Elektra Mix)» (Finger Eleven)    | Скотт Андерсон Джеймс Блэк Шон Андерсон Рич Беддоу Рик Джакетт | Джонни К                          | 4:00         |
| 6.  | «Wonder» (Меган МакКоли)                              | Маркус Рудлофф Уилл Бейкер Пит Вудрафф                         | Уилл Бейкер Пит Вудрафф Нил Аврон | 3:53         |
| 7.  | «Your Own Disaster» (Taking Back Sunday)              | Taking Back Sunday                                             | Лу Джордано                       | 5:42         |
| 8.  | «Breathe No More» (Evanescence)                       | Эми Ли                                                         | Дейв Фортман                      | 3:48         |
| 9.  | «Photograph» (12 Stones)                              | Пол Маккой Эрик Уивер Аарон Гейнер Кевин Дорр Грег Траммелл    | Дейв Фортман                      | 3:58         |
| 10. | «Save Me» (Alter Bridge)                              | Марк Тремонти                                                  | Бен Гросс                         | 3:27         |
| 11. | «Beautiful» (The Dreaming)                            | Кристофер Холл The Dreaming                                    | Джей Баумгарднер                  | 3:03         |
| 12. | «Hollow» (Submersed)                                  | Дональд Карпентер Ти Джей Дэвис Эрик Фридман Келан Люкер       | Дон Гилмор                        | 4:04         |
| 13. | «Angels With Even Filthier Souls» (Hawthorne Heights) | Hawthorne Heights                                              | Hawthorne Heights                 | 2:55         |
| 14. | «5 Years» (The Twenty Twos)                           | Дженни Кристмас The Twenty Twos                                | Брайс Гоггин                      | 3:52         |
| 15. | «In the Light» (Full Blown Rose)                      | Севен Вольпоне Уолтер Брандт Билл Брандт Дэн Лавери            | We 3 Kings Spider                 | 4:13         |

## Релиз

### Домашние издания
5 апреля 2005 года состоялся DVD-релиз «Электры», включающий в себя несколько удалённых сцен, в том числе эпизод с Мэттом Мёрдоком в исполнении Бена Аффлека из приквела «Сорвиголовы».

### Режиссёрская версия
В октябре 2005 года была выпущена расширенная версия фильма в издании на двух DVD-дисках. В отличие от режиссёрской версии «Сорвиголовы» с 30 дополнительными минутами хронометража, которые отсутствовали в театральной версии, в расширенную версию «Электры» было добавлено около семи минут отснятого материала, что увеличило общую продолжительность картины всего на три минуты. Издание получило негативные отзывы критиков за плохое качество изображения.
19 октября 2009 года в Великобритании и во Франции «Электра» вышла на Blu-ray. Американская версия издания поступила в продажу 4 мая 2010 года.

## Восприятие

### Кассовые сборы
14 января 2005 года состоялся премьерный показ «Электры» на экранах 3204 кинотеатров США. В течение первой недели проката он находился на 5-м месте среди самых прибыльных новинок, заработав $ 12 804 793. За вторые выходные сборы фильма упали на 69%, составив $ 3 964 598. На территории США «Электра» заработала $ 24 409 722; на тот момент у картины были самые низкие сборы среди всех киноадаптаций Marvel Comics со времён «Говарда-утки» (1986). Суммарные сборы фильма по всему миру составили $56 995 646.

### Критика

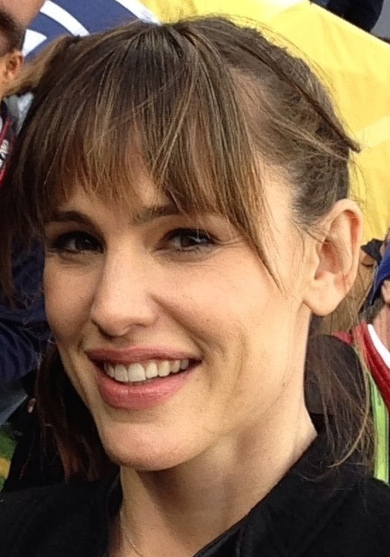
Критики высоко ценили игру Дженнифер Гарнер

На агрегаторе рецензий Rotten Tomatoes рейтинг свежести фильма составляет 11 % со средней оценкой 3,8 балла из 10 на основе 165 рецензий. Консенсус сайта гласит: «Дженнифер Гарнер вживается в роль с искренним удовольствием, однако пустой сценарий „Электры“ слишком серьёзен и лишён интеллектуальных диалогов, из-за чего фильм не вызывает захватывающие острые ощущения». Metacritic, который выставляет оценки на основе среднего арифметического взвешенного, дал картине 34 балла из 100 на основе 35 обзоров, что указывает на «преимущественно негативный приём». Зрители, опрошенные CinemaScore, поставили фильму среднюю оценку «B» по шкале от A+ до F.
Роджер Эберт из Chicago Sun-Times оценил «Электру» на 1,5 звезды из 4, резюмируя: «фильм представляет собой мешанину из остатков кусочков историй о супергероях Marvel. Он не смог определиться с тоном». Хелен О’Хара из Empire дала фильму 2 звезды из 5, отметив, что «Гарнер изо всех сил пытается отвести внимание от недостатков сценария». В своей рецензии для Variety Брайан Лоури пришёл к следующему выводу: «„Электра“» — ни что иное, как проходной фильм на один раз». Клаудия Пуиг из USA Today оценила героиню Гарнер за её «грацию и мистические способности», которые «накладывают на неё бремя одиночества»; рецензент добавила, что зрители «будут чувствовать себя виноватыми из-за просмотра этого фильма». По мнению Пуиг, Гарнер смотрится «гораздо убедительнее, когда играет обаятельную милую героиню, например в фильме „Из 13 в 30“ (2004)». Джонатан Розенбаум из Chicago Reader напротив похвалил фильм за его «старомодное, простое, наивное повествование, в котором нет шуток в духе „Убить Билла“ (2003)».
Режиссёр Роб Боумен удивился негативным отзывам критиков. Он сетовал на сложность создания фильма для широкой аудитории, приводя в пример следующий аргумент: «все любят мороженое, но не все любят шоколадное мороженое»; в то же время Боумен признал недостатки фильма и пришёл к следующему выводу: «если людям не нравится то, что ты делаешь, значит пора прекращать заниматься этим делом».
Кинокритик Скотт Мендельсон обвинил создателей фильма в разрушении карьеры Дженнифер Гарнер; по мнению рецензента, из-за «Электры» долгое время не выходили кинокомиксы про женщин-супергероинь. В марте 2005 года продюсер Ави Арад сообщил инвесторам, что Marvel поспешила с выпуском «Электры»: «Мы больше никогда недопустим чего-то подобного» — отметил Арад. В электронном письме, появившемся в сети после взлома серверов Sony Pictures, генеральный директор Marvel Entertainment Айк Перлмуттер привёл «Электру» в качестве примера убыточного фильма о супергероинях.

### Награды и номинации
| Год  | Награда               | Категория                                           | Результат | Примечания           |
| ---- | --------------------- | --------------------------------------------------- | --------- | -------------------- |
| 2005 | Teen Choice Awards    | Лучшая актриса в приключенческом боевике / триллере | Номинация | [ 34 ] [ 35 ]        |
| 2005 | MTV Movie & TV Awards | Лучший поцелуй (с Натасией Мальте)                  | Номинация | [ 34 ] [ 36 ] [ 37 ] |

## Мобильная игра
По мотивам картины вышла одноимённая мобильная игра.

## Будущее
Дженнифер Гарнер вернулась к роли Электры в фильме «Дэдпул и Росомаха» (2024), являющемся частью медиафраншизы «Кинематографическая вселенная Marvel».